# 770-ті

## Події

### Раннє Середньовіччя
У Східній Римській імперії змінилося правління Костянтина V, Лева IV Хозара, Костянтина VI. Карл Великий став єдиним королем Франкського королівства після смерті свого брата Карломана. Північна частина Апеннінського півострова, де лежало Лангобардське королівство, увійшла до складу держави Карла Великого, Папа Римський управляв Римською областю, за Візантією залишилася частина земель на півночі та півдні півострова. Більшу частину Піренейського півострова займає Кордовський емірат, на північному заході лежить християнське королівство Астурія. В Англії тривав період гептархії. Центр Аварського каганату лежав у Паннонії. Існували слов'янські держави князівство Карантанія та Перше Болгарське царство.
В арабському халіфаті тривало правління Аббасидів, в Магрибі та Іспанії існували незалежні мусульманські держави. У Китаї тривало правління династії Тан. Індія була роздроблена, почалося піднесення буддійської держави Пала. В Японії триває період Нара. У степах між Азовським морем та Аралом існує Хазарський каганат. Степи на північ від Китаю займає Уйгурський каганат, тюрки мігрували на захід.
На території лісостепової України в VIII столітті виділяють пеньківську й празьку археологічні культури. У VIII столітті тривало швидке розселення слов'ян. У Північному Причорномор'ї співіснують різні кочові племена, зокрема булгари, хозари, алани, авари, тюрки.
- Після смерті Карломана Карл Великий розпочав одноосібне правління в Франкському королівстві.
- З 772 року Карл Великий вів Саксонські війни — тривалий процес підкорення саксів.
- 774 року Карл Великий оголосив себе лангобардським королем, скинувши попереднього монарха Дезидерія. Лангобардське королівство припинило існування як незалежна держава.
- 778 року Карл Великий здійснив невдалий похід в Іспанію проти Кордовського емірату.
- У Візантії змінювалися василевси. На кінець десятиліття імператором став малолітній Костянтин VI при регентстві матері Ірини Афінської. За Костянтина VI Візантія вела успішні війни проти Першого Болгарського царства та Аббасидського халіфату.
- 772 — кінець понтифікату Папи Стефана III (IV).
- 772 — початок понтифікату Папи Адріана I.